# دودمان مدیچی

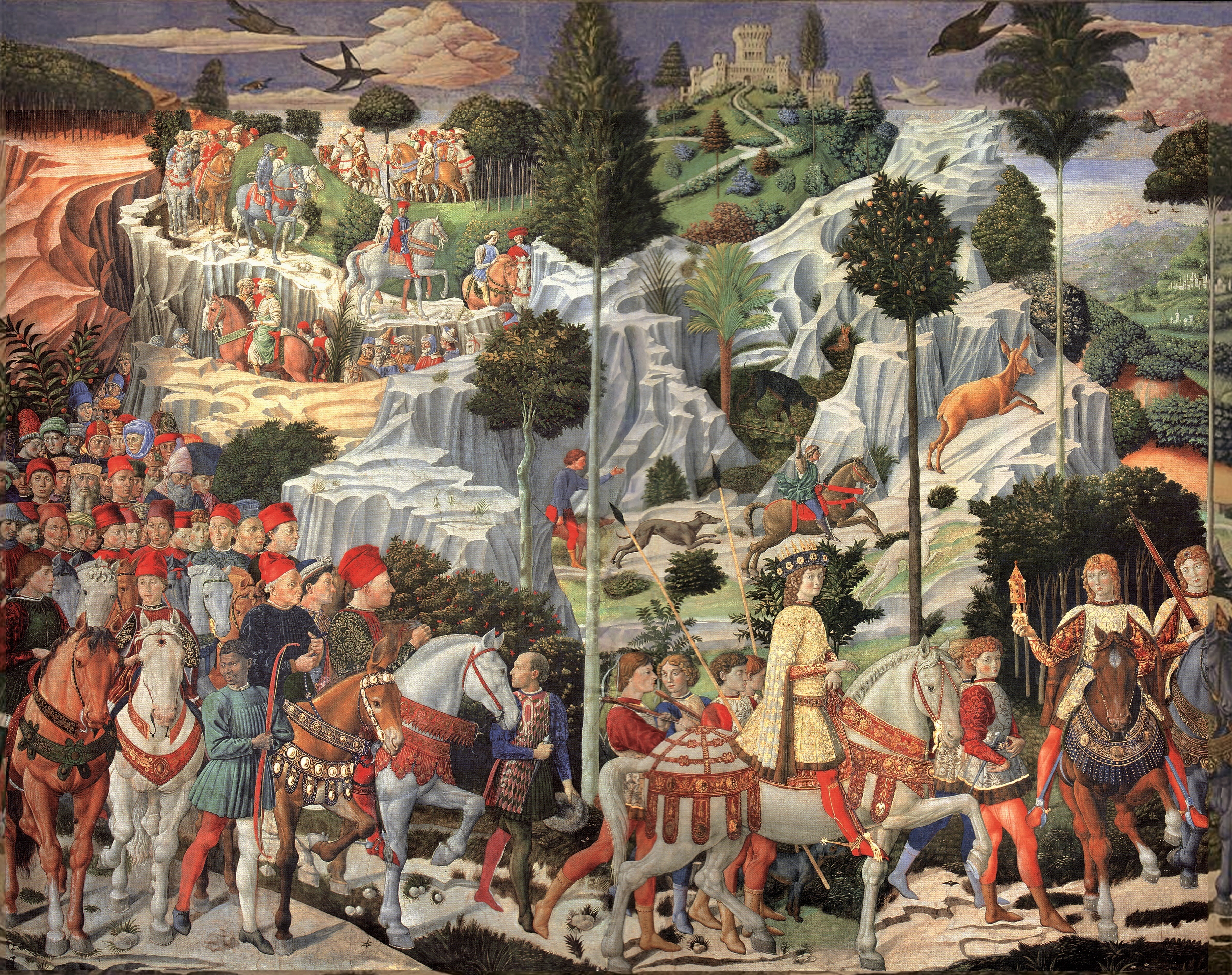
اثری از گوتزولی که به افتخار خاندان مدیچی کشیده شده‌است و بعضی از اعضای آن را نشان می‌دهد. ۱۴۵۹–۱۴۶۱، فلورانس، کاخ خاندان مدیچی.

خانواده مدیچی (English: /ˈmɛdɪtʃi/ MED-i-chee, Italian: [ˈmɛːditʃi]) یک خاندان سرمایه گذار و سیاست مدار بودند برای اولین بار در نیمه اول قرن پانزدهم در جمهوری فلورانس, خانواده تحت ریاست کاسیمو دی مدیچی برجسته شد.
اصالت خانواده از ناحیه موجلو توسکانی نشآت میگرفت, و آنها به مرور شروع به پیشرفت کردند تا زمانی که توانستند بانک مدیچی را تاسیس کنند. در قرن پانزده میلادی بزرگ ترین بانک اروپا بود و به سادگی مدیچی ها را تبدیل به یک قدرت سیاسی در فلورانس کرد.
اگرچه آنها تا قرن شانزدهم میلادی شهروند فلورانس محسوب میشدند تا حاکم.
مدیچی ها چهار پاپ کلیسای کاتولیک را پرورش داده شامل پاپ لئو دهم (1521-1513)- پاپ کلمنت هفتم (1534-1523) – پاپ پیوس چهارم (1565 – 1559) - پاپ لئو یازدهم(1605) و همچین دو ملکه فرانسه – کاترین دی مدیچی (1559-1547)- ماری دی مدیچی (1610-1600) – در سال 1532 میلادی عنوان دوک فلورانس را به دست آورد. در سال 1569 میلادی این مقام به دوک بزرگ توسکانی گسترش یافت.مدیچی ها از اول تا 1737 به دوک نشین توسکانی حکومت کردند.

## ریشهٔ خاندان مدیچی

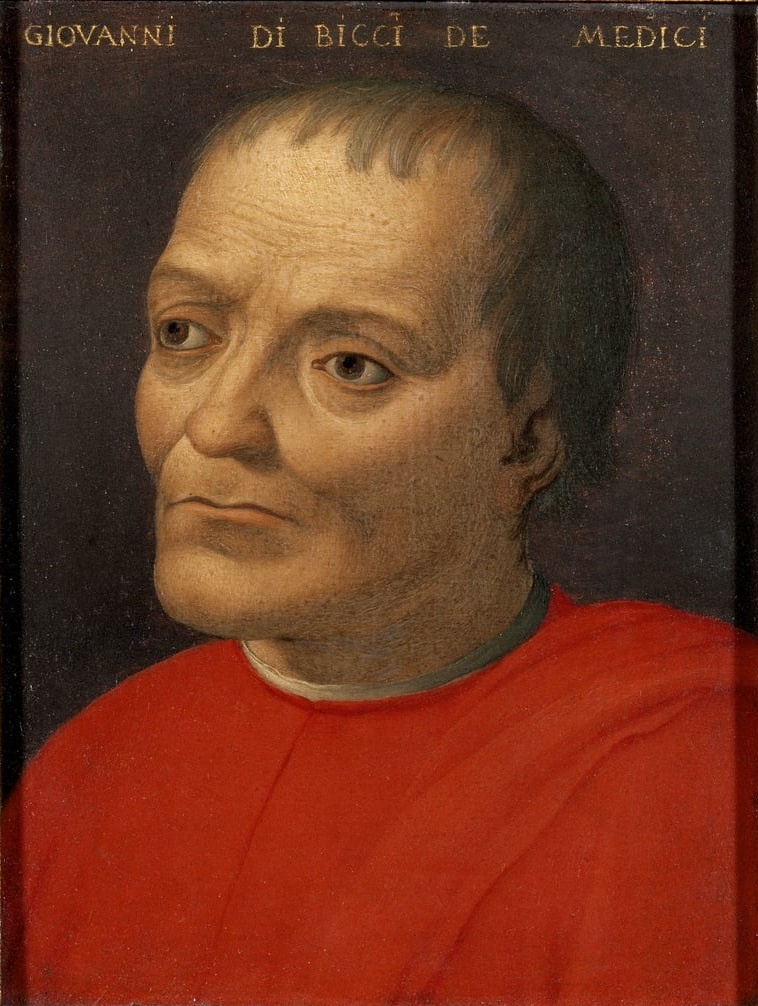
جووانی دی بیچی د مدیچی، مؤسس بانک خاندان مدیچی

اصلیت خاندان مدیچی به منطقه‌ای در ۳۰ کیلومتری شمال شهر فلورانس برمی‌گردد. پدران این خاندان در آن‌جا زمین‌های کشاورزی داشتند. به نظر می‌رسد که مدیچی‌ها در حدود قرن سیزدهم به جمهوری فلورانس مهاجرت کردند تا از توسعهٔ اقتصاد در این دولت شهر بهره ببرند. آن‌ها در این شهر به بانک‌داری و مبادلهٔ پول و کالا مشغول شدند. پس از حدود یک سده تلاش، بانک خاندان مدیچی در سال ۱۳۹۷ توسط جووانی دی بیچیِ مدیچی تأسیس شد. این بانک معروف یکی از مهم‌ترین بانک‌های اروپا در این دوره گشت. جووانی علاوه بر این به تجارت و دادوستد پشم نیز پرداخت. فعالیت‌های بانکی جووانی به سرعت در ایتالیا و حتی در اروپا گسترش یافتند، و سرمایه‌ای که او از این راه به دست آورد امکان نفوذ جانشینان را در حکومت جمهوری فلورانس و ایتالیا فراهم کرد. همچنین، توسعهٔ بانک او باعث شد که موقعیت اجتماعی او از رعیت پایین رتبه به دومین شهروند ثروت‌مند توسکانی انتقال یابد.

## نگارخانه

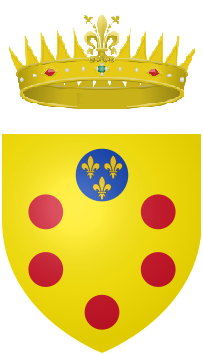
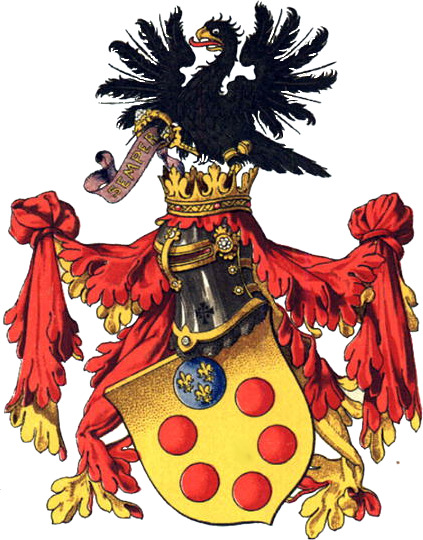